# Prix de Lausanne
El Prix de Lausanne es un concurso internacional de danza que se celebra anualmente en Lausana, Suiza. El concurso está dirigido a jóvenes bailarines que deseen seguir una carrera profesional en el ballet clásico, y muchos antiguos ganadores del concurso son ahora estrellas destacadas de las principales compañías de ballet de todo el mundo. El concurso está gestionado por una fundación sin ánimo de lucro organizada por la Fondation en faveur de l'Art chorégraphique y es mantenido por diversos patrocinadores, mecenas y donantes.